# Kalix kommun
Kalix kommun er en svensk kommune i Norrbotten i Norrbottens län.

## Større byer
- Bredviken
- Båtskärsnäs
- Gammelgården
- Kalix (hovedby)
- Karlsborg
- Morjärv
- Nyborg
- Påläng
- Risögrund
- Rolfs
- Sangis
- Töre

65°51′00″N 23°10′00″Ø / 65.85°N 23.166666666667°Ø